# Marian Markelo
Marian Markelo (Moengo, 1956) is een Nederlands-Surinaamse Winti-priesteres (okomfo). Als priesteres gebruikt ze de naam Nana Efua.

## Biografie
Markelo groeide op in Moengo, in het district Marowijne in Suriname. Ze studeerde verpleegkunde in Suriname. Na haar komst naar Nederland werkte ze, tot haar pensionering in februari 2021, als docent verpleegkunde aan het ROC Mondriaan in haar woonplaats Den Haag.

### Wintipriesteres
Markelo werd geboren in een christelijke familie. Tot haar veertiende ging ze geregeld naar de kerk. Op 19-jarige leeftijd begon ze met het uitoefenen van winti.
Sinds 2002 verricht zij jaarlijks tijdens Ketikoti, de herdenking en viering van de afschaffing van de slavernij op 1 juli, het plengoffer voor de voorouders bij het Nationaal Monument slavernijverleden in het Oosterpark in Amsterdam. 
In 2013 was zij ambassadeur onderwijs en spiritualiteit bij het Nationaal Instituut Nederlands Slavernijverleden en Erfenis (NiNsee), waar zij tevens als bestuurslid actief is.
Markelo is medeoprichter van het nationaal Winti Instituut NIRASԐ, dat als taak heeft de rehabilitatie, conservering en het uitdragen van Winti.
Samen met Henna Goudzand Nahar schreef ze het jeugdboek Winti, dat in 2024 uitkwam.

## Onderscheiding
- Op 6 november 2024 ontving Markelo de Andreaspenning van de stad Amsterdam.[4]